# Complexo Rodoviária Shopping
O Complexo Rodoviária Shopping, mais conhecido como Rodoshopping, é um empreendimento localizado no município brasileiro de Paulínia, interior de São Paulo, que agrega na mesma área um terminal multiuso, um shopping e um centro cultural. Ao todo são 165.000m² de área, sendo 31.000m² de área construída, e 1,6 mil vagas de estacionamento.

## Terminal Rodoviário de Paulínia
O Terminal Rodoviário de Paulínia é um terminal de passageiros que, apesar do nome, atende linhas de ônibus rodoviárias, urbanas e metropolitanas, sendo, na prática, um terminal unimodal multiuso. Funciona durante quase 19 horas por dia, das 05h00 às 23h45. Localiza-se no km 6,5 da SPA 110/330, Avenida Prefeito José Lozano Araújo, 1 515, bairro Nossa Senhora Aparecida. O fato de ser utilizado simultaneamente como terminal rodoviário, urbano e metropolitano provoca alguns problemas, como o congestionamento de ônibus. Muitas vezes todas as plataformas ficam ocupadas e ônibus que chegam depois não têm onde parar.
Foi inaugurado em 2004, na administração de Edson Moura, para substituir a antiga rodoviária, localizada no mesmo lugar da antiga Estação José Paulino da Funilense, que deu origem a cidade. A velha rodoviária era pequena demais para comportar a crescente demanda e por isso foi substituída por um terminal maior e mais moderno. O prédio da antiga rodoviária, na Avenida José Paulino, foi demolido e no seu lugar foi construído uma parada de ônibus urbano, com acesso exclusivo para ônibus e várias coberturas.
O terminal atende sete municípios de São Paulo, sendo atendidos a partir de quatro linhas rodoviárias os municípios de Americana, Cosmópolis, Piracicaba, Santa Bárbara d'Oeste e São Paulo. Sete linhas metropolitanas geridas pela Empresa Metropolitana de Transportes Urbanos de São Paulo (EMTU-SP) dão acesso às cidades de Cosmópolis, Campinas e Sumaré. Além disso, todas as linhas urbanas de Paulínia saem do terminal.
O terminal possui 11 plataformas, das quais seis são destinadas exclusivamente às linhas urbanas, funcionando assim como um terminal urbano. As outras quatro são utilizadas pelas linhas rodoviárias e metropolitanas. Também possui 5 032 m² de área, desconsiderando as vias de acesso e áreas adjacentes, e oito guichês, sendo que atualmente apenas dois estão ocupados, pelas empresas VB Transportes e Viação Cometa.

## Paulínia Shopping
O Paulínia Shopping é um centro comercial composto por dois andares, tendo espaço para 60 lojas, 6 salas de cinema e praça de alimentação. No local estão instalados, entre outros, as Lojas Americanas, que é a única loja âncora do empreendimento, e o Teatro Ceart, um dos únicos do gênero em Paulínia, ao lado do Teatro Municipal. No local também há sanitários, fraldários e caixa eletrônico.
Construído pela prefeitura, foi firmado um contrato com a empresa Pro-Shopping, que administraria o centro comercial por 15 anos, prorrogáveis por mais 15. Entretanto, em 2011 a prefeitura decretou intervenção no complexo, alegando não cumprimento de cláusulas contratuais pela empresa gestora, entre eles o não pagamento do aluguel. A empresa rebateu a prefeitura, alegando que não devia nada e a prefeitura devia indenizá-la pela utilização de parte do empreendimento como estúdio de cinema, como parte do Polo Cinematográfico de Paulínia, e dizendo que acionaria a justiça. Entretanto o empreendimento continua sob intervenção da prefeitura de Paulínia.